# اوشبریگ
اوشبریگ (به لاتین: Öschbrig) یک کوه در سوئیس است که در کانتون زوریخ واقع شده‌است. اوشبریگ ۶۹۶ متر بالاتر از سطح دریا واقع شده‌است.